# Olga Benario
Olga Benario Prestes (Múnich, 12 de febrero de 1908 — Bergurg, 23 de abril de 1942) fue una activista comunista alemana naturalizada brasileña.

## Biografía

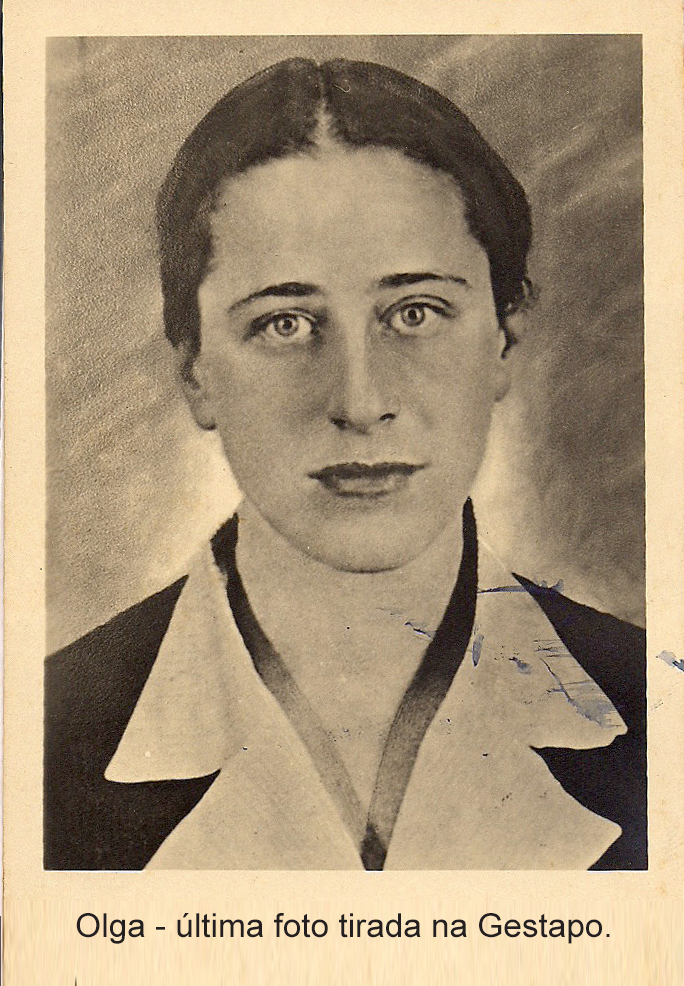
Gestapo

Hija del abogado judío Leo Benario y de Eugénie Gutmann Benario, nació en Baviera, donde ingresó a la Liga Juvenil Comunista de Alemania en 1923, en Münich, cuando tenía quince años. Más tarde vivió en Berlín con Otto Braun, un militante comunista experimentado. Olga se destacó en las luchas callejeras contra las milicias nazis, hasta que ella y Braun fueron detenidos. Aunque ella fue liberada, Braun no, siendo acusado de "traición a la patria". Olga participó en el asalto a la prisión de Moabit para liberar a Braun y luego ambos lograron fugarse a la Unión Soviética. Se separó de Braun en 1931 y estuvo casada por breve tiempo con el oficial ruso B. P. Nikitin.
Viajó a Brasil en 1934, por determinación de la Internacional Comunista, para apoyar al Partido Comunista de Brasil en la preparación de la revolución. Fue enviada desde Leningrado, junto con Luís Carlos Prestes, se convirtió después en su compañera y tuvo con él una hija, llamada Anita Leocádia Prestes. En 1936 la detuvo la policía brasileña y aunque estaba embarazada, fue entregada por Getúlio Vargas al régimen de la Alemania nazi.
Fue encarcelada primero por la Gestapo en la prisión de mujeres de Barnimstrasse, donde nació su hija, que por ser considerada brasileña, pudo ser reclamada por su abuela Leocádia. Con el avance del régimen nazi en Europa y el temor a que Anita volviera a caer en manos de los alemanes, Doña Leocadia acompañada de su hija Lígia deciden trasladarse a México. Olga fue transferida al campo de concentración de Lichtenburg y luego al de Ravensbruck. En febrero de 1942, un poco antes de completar 34 años, Olga fue enviada al campo de exterminio de Bernburg, donde murió en una cámara de gas.
En la última carta que Olga le escribió a Carlos Prestes y a su hija se despide de ellos, con la certeza de que le quedaba poco tiempo de vida:
"He luchado por lo justo, por lo bueno y por lo mejor del mundo... Quiero que me entiendan bien: prepararme para la muerte no significa que me rinda, sino saber hacerle frente cuando llegue".